# Uromyces scaevolae
Uromyces scaevolae är en svampart som beskrevs av G. Cunn. 1930. Uromyces scaevolae ingår i släktet Uromyces och familjen Pucciniaceae.   Inga underarter finns listade i Catalogue of Life.